# Afrixalus schneideri
Afrixalus schneideri är en groddjursart som först beskrevs av Oskar Boettger 1889.  Afrixalus schneideri ingår i släktet Afrixalus och familjen gräsgrodor. IUCN kategoriserar arten globalt som otillräckligt studerad. Inga underarter finns listade i Catalogue of Life.